# Cmentarz rzymskokatolicki w Pajęcznie
Cmentarz rzymskokatolicki w Pajęcznie – został założony najprawdopodobniej w I poł. XIX wieku (najstarszy zachowany nagrobek o czytelnej inskrypcji pochodzi z 1851 roku). Na szczególną uwagę zasługują:
- grobowiec dziedzica Dylowa (1897)
- grobowiec z poł. XIX wieku o nieczytelnej inskrypcji (przypuszczalnie najstarszy na terenie nekropolii)

Osobliwością jest lipa drobnolistna o obwodzie 310 cm rosnąca pośrodku nekropolii i uznana za pomnik przyrody.